# تازلینا (آلاسکا)
تازلینا (به انگلیسی: Tazlina) شهری در ناحیه سرشماری والدز-کوردووا، آلاسکا ایالت آلاسکا است که جمعیت آن در سرشماری سال ۲۰۰۰ میلادی ۱۴۹ نفر بوده‌است.